# OM System OM-1
Das Kameramodell OM System OM-1 ist ein digitales, spiegelloses Systemkameragehäuse des herstellerübergreifenden Micro-Four-Thirds-Systems, das im Februar 2022 angekündigt und eingeführt wurde. Es ist die erste unter dem Markennamen OM System erschienene Kamera des Herstellers OM Digital Solutions nach dessen Übernahme der Kamerasparte von Olympus. Aus technischer Sicht handelt es sich um das Nachfolgemodell der Olympus OM-D E-M1 III.

## Name
Der Name OM-1 steht für ein neues Namensschema für OM-Systemkameras und wurde anlässlich des 50-jährigen Jubiläums der analogen Kleinbild-Spiegelreflexkamera Olympus OM-1 vorgestellt. Die OM-1 trägt weiterhin den Namen Olympus über dem Sucher, um dieses Erbe zu würdigen.

## Technische Merkmale und Neuerungen
Wie das Vorgängermodell besteht das Kameragehäuse aus einer Magnesiumlegierung und ist mit einem schwenk- und klappbaren, berührungsempfindlichen Monitor, einem elektronischen Sucher mit Dioptrienausgleich sowie einem Blitzschuh ausgestattet.
Die Anordnung der Bedienelemente wurde weitgehend unverändert von der E-M1 Mark III übernommen.  Der elektronische Sucher enthält die stark vergrößernde Optik der Olympus OM-D E-M1X, jedoch wurde die Anzahl der Bildpunkte von 2,36 Millionen auf 5,7 Millionen erhöht. Die Auflösung des Bildschirms wurde von 1,037 auf 1,62 Millionen Bildpunkte erhöht. Der eingebaute digitale Neutraldichtefilter erlaubt die Arbeit mit sehr langen Belichtungszeiten. Seine Stärke ist einstellbar zwischen einer und sechs Blendenstufen (ND64).
Das Autofokussystem mit der Kombination aus TTL Phasendetektion- und Kontrastmessung wurde gegenüber den Olympus-Kameras deutlich weiterentwickelt. Die Anzahl der Fokusmesspunkte wurde von 121 auf 1053 gesteigert und die Objekterkennung durch Einsatz des leistungsfähigere Bildprozessor TruePic X verbessert. Die Kamera erkennt menschliche Gesichter und Augen und bietet spezielle Modi zum Fokussieren von Fahrzeugen, Flugzeugen und Zügen sowie verschiedenen Tierarten, darunter Hunde, Katzen oder Vögel. In der Praxis funktioniert der Objekterkennungsautofokus auch bei anderen Tierarten.
Die Steuerung der Kamera von Smartphones, Tablet-PCs oder Computern aus ist weiterhin über eine WLAN-Verbindung möglich. Zusätzlich besitzt sie die mit der Olympus OM-D E-M1X eingeführte Bluetooth-Schnittstelle zur Kopplung mit der Olympus Image Share App.